# Петар Милошевић (четовођа)
Петар Милошевић (1850 – 7. новембар 1883) био је један од вођа Тимочке буне. Заповедао је устаничком војском сврљишког среза на Дервену и у бици на Грамади. Осуђен на смрт и погубљен.

## Биографија
Петар Милошевић био је имућан земљорадник из села Извора у сврљишком срезу и старешина српске народне војске. Од 1882. био је потпредседник пододбора Народне радикалне странке у сврљишком срезу (председник је био Риста Ђусић) и председник изворске општине.

### Српско-турски ратови
У Првом српско-турском рату (1876) био је народни ађутант при команди сврљишког (или IV књажевачког) батаљона I класе народне војске, док је у Другом српско-турском рату (1877-1878) неко време вршио дужност команданта батаљона. Заједно са сврљишким батаљоном I класе учествовао је у бици за Белу Паланку (12. децембра 1877) и ослобађању Пирота под командом Јеврема Марковића (15-16. децембра 1877). Одликован је 5. јануара 1878. сребрном медаљом за храброст од стране краља Милана, а такође и руским Крстом Светог Ђорђа IV степена. Био је рањен 11. јануара 1878. за време марша сврљишког батаљона од Ниша до Хртице.

### Тимочка буна
Дана 26. октобра 1883. постављен је за заступника (вршиоца дужности) командира IV (сврљишког) батаљона I класе од стране команданта књажевачке окружне војске капетана Димирија Ковачевића. Тада је добио наређење да окупи сврљишку народну војску I и II класе на Дервену. Сутрадан је по наређењу устаничког Привременог извршног одбора у Књажевцу ухапсио среског капетана и полицијске чиновнике у Дервену и преузео власт у сврљишком срезу. У Дервену је формиран Привремени суд за сврљишки срез од 6 чланова, са Ристом Ђусићем као председником и Петром Милошевићем као замеником.
Петрово командовање устаницима детаљно је познато захваљујући сачуваној преписци између њега, нижих народне војске старешина и књажевачког Извршног одбора, која је заробљена после гушења буне. У окупљању и распореду трупа показао је много одлучности, залагања и енергије. Послао је патроле и извиднице на све стране, које су га два пута дневно обавештавале о кретању стајаће војске у околини. Пошто је II класа народе војске била без оружја, организовао је прикупљање старог оружја по селима, прикупивши тако око 40 пушака и формиравши још једну чету од два вода. Успео је да окупи 3 и по чете I класе (са пушкама) и 4 чете II класе (без оружја), са којима је запосео положаје на јужној граници књажевачког округа, према Нишу. Међутим, његова мала војска остала је у дефанзиви, пошто је од извршног одбора у Књажевцу добио више наређења да избегава борбу са стајаћом војском, а да преговара и повлачи се ако буде нападнут.
На превоју Грамада сукобио се 30. октобра са 1 батаљоном стајаће војске из Ниша. Покушао је да преговара, али су његови преговарачи ухапшени и војска нападнута, што је довело до битке на Грамади, у којој је народна војска потиснута после 1,5 сати борбе. Са делом снага повукао се према Дервену и сутрадан (31. октобра) покушао да организује одбрану, пошто су му из Књажевца стигла 2 топа и још 60 војника I класе, али је тада примио вести од Извршног одбора да су Аца Станојевић и Михаило Веселиновић, главне вође устанка у Књажевцу, око поноћи 30. октобра пребегли у Бугарску. Одмах је распустио војску и предао се стајаћој војсци.

### Суђење
Суђено му је од стране Преког суда у Зајечару 5-6. новембра 1883, заједно са Ристом Ђусићем и Љубом Дидићем, и сва тројица су заједно стрељани 7. новембра на Краљевици. На суђењу је признао своју кривицу, али је пребацио део кривице на Ристу Ђусића, за кога је тврдио да је био главни вођа побуне у сврљишком срезу.